# Sharpes grysbock
Sharpes grysbock (Raphicerus sharpei) är en mindre antilop i underfamiljen gasellantiloper. Den liknar arten kapgrysbock (Raphicerus melanotis) i utseende men har ett annat utbredningsområde. Haltenorth och Diller anser att R. sharpei är en underart till R. melanotis. Arten förekommer i sydöstra Afrika i skyddsområdena Kruger nationalpark, Hwanga nationalpark, Mana Pools nationalpark, Kafue nationalpark och Södra Luangwa nationalpark.
Djuret når bara en mankhöjd mellan 45 och 60 centimeter samt en vikt omkring 7,5 kilogram  (maximalt 11 kg). Sharpes grysbock föredrar regioner med buskar som ansluter till större gräsmarker. Den är främst aktiv på natten och vilar på dagen gömd bland högt gräs och buskar. Arten lever även i torr galleriskog med undervegetation som ger skydd.
Födan utgörs huvudsakligen av blad men den äter även knoppar, örter och frukter. Gräs utgör upp till 30 % av födan.
Det antas att hannar och honor under en kort tid bildar fasta par men vanligen lever varje individ ensam.